# Lakshminarayanapuram
Lakshminarayanapuram es una ciudad censal situada en el distrito de Cuddalore en el estado de Tamil Nadu (India). Su población es de 12648 habitantes (2011). Se encuentra a 23 km de Cuddalore.

## Demografía
Según el censo de 2011 la población de Lakshminarayanapuram era de 12648 habitantes, de los cuales 6271 eran hombres y 6377 eran mujeres. Lakshminarayanapuram tiene una tasa media de alfabetización del 80,09%, igual a la media estatal del 89,04%: la alfabetización masculina es del 87,01%, y la alfabetización femenina del 73,36%.